# Cameron Palatas
Cameron Lewis Palatas (San Pedro, Los Ángeles, California, 23 de febrero de 1994) es un actor estadounidense. Es mejor conocido por interpretar a un joven Gideon Malick en Agents of S.H.I.E.L.D. y a Kane en F the Prom.

## Biografía
Cameron Lewis Palatas nació en San Pedro, Los Ángeles, California, el 23 de febrero de 1994. Es el hermano menor del actor Nick Palatas, y también de Philip Palatas. Su primer trabajo como actor fue con su familia, incluido su hermano Nick, como extras en un comercial de Walmart.

## Carrera
Palatas tuvo un papel recurrente en la serie de falso documental de 2013 Zach Stone Is Gonna Be Famous. Desde entonces, ha tenido papeles menores en varios programas de Disney como iCarly, ANT Farm y I Didn't Do It. En 2015, protagonizó la película de drama cristiano Pass the Light, en la que interpretó a un estudiante de último año de secundaria que se postula para el Congreso de los Estados Unidos. Ese mismo año, protagonizó la película de Lifetime Double Daddy. En 2016, protagonizó la tercera temporada de Agents of S.H.I.E.L.D. como una versión más joven de Gideon Malick, repitiendo el papel en la séptima temporada del programa en 2020. También protagonizó la película de comedia de 2017 F the Prom de Benny Fine, junto a Danielle Campbell, Madelaine Petsch y Joel Courtney.

## Vida personal
Palatas salió con la actriz Ariel Winter alrededor de 2012, lo que generó cierta controversia, ya que él tenía 18 años y ella 14. La madre de Winter presentó cargos de estupro contra Palatas en 2012, pero los cargos pronto se retiraron cuando la hermana de Winter, Shanelle Workman, se convirtió en la tutora legal de Winter y alegó que su madre había sido abusiva física y emocionalmente, lo que culminó con la emancipación de Winter en 2015.

## Filmografía

### Películas
| Año  | Título                           | Papel            | Notas         |
| ---- | -------------------------------- | ---------------- | ------------- |
| 2008 | Gator Armstrong Plays with Dolls | Mighty           | Cortometraje  |
| 2008 | How My Dad Killed Dracula        | Mark             | Cortometraje  |
| 2009 | A Prayer for the Umpire          | Billy Brandice   | Cortometraje  |
| 2011 | A Bag of Hammers                 | Joven Alan       | No acreditado |
| 2014 | With You                         | Joven Johnny     | Short film    |
| 2015 | Pass the Light                   | Steve Bellafiore |               |
| 2015 | Double Daddy                     | Connor           |               |
| 2017 | F the Prom                       | Kane             |               |

### Televisión
| Año       | Título                        | Role                                             | Notas                  |
| --------- | ----------------------------- | ------------------------------------------------ | ---------------------- |
| 2007      | On the Lot                    | El hijo del profesor Loser/Trever en Anklebiters | 2 episodios            |
| 2008      | What's the Word?              | Él mismo                                         | 1 episodio             |
| 2008      | 3-Minute Game Show            | Él mismo                                         | Programa de juegos     |
| 2008      | October Road                  | Joven Ray Cataldo                                | 1 episodio             |
| 2008      | iCarly                        | Estudiante en el pasillo                         | 1 episodio             |
| 2012      | A.N.T. Farm                   | Jared                                            | 2 episodios            |
| 2013      | Zach Stone Is Gonna Be Famous | Piedra Andy                                      | 12 episodios           |
| 2014      | The Haunted Hathaways         | Skyler McPiece                                   | 1 episodio             |
| 2014      | I Didn't Do It                | Tom Bigham                                       | 1 episodio             |
| 2015      | Point of Honor                | Charles Storey                                   | Película de televisión |
| 2016-2020 | Agents of S.H.I.E.L.D.        | Joven Gideon Malick                              | 2 episodios            |

### Series web
| Año  | Título                   | Papel  | Notas       |
| ---- | ------------------------ | ------ | ----------- |
| 2011 | First Day 2: First Dance | Dustin | 6 episodios |

### Videojuegos
| Año  | Título    | Papel    | Notas |
| ---- | --------- | -------- | ----- |
| 2007 | TimeShift | S.S.A.M. | Voz   |